# De mestkever
De mestkever is een sprookje van Hans Christian Andersen, het verscheen in 1861.

## Het verhaal
Het paard van de keizer krijgt aan elke voet een gouden hoefijzer. Zijn manen hangen als een zijden sluier van zijn hals omlaag. Het dier heeft meegevochten toen vijanden opdrongen en heeft het leven van zijn meester gered. Er komt een mestkever die ook gouden hoefijzers wil, hij vraagt zich af of hij niet evenveel waard is als dat grote beest. De smid weigert en de mestkever vertrekt naar een kleine bloementuin. Een lieveheersbeestje vindt de tuin mooi, maar de mestkever zegt beter gewend te zijn. Er is geen mesthoop in deze bloementuin. Hij loopt tot de schaduw van een muurbloem, waar een koolrups kruipt. De koolrups slaapt in om te sterven, maar wordt wakker als vlinder. De mestkever zegt ook te kunnen vliegen, maar toch krijgen deze dieren geen gouden hoefijzers. De mestkever valt in slaap op een grasveld, maar wordt door een stortbui wakker. Hij kruipt op het linnen op de bleek en kruipt in een plooi. Hij blijft een dag en nacht, alhoewel de warme mest in de stal beter zou zijn.
Op het linnen zitten twee kikkers, ze vinden het een gezegend weer. Ze vragen zich af of de zwaluw een beter klimaat gevonden heeft. Wie niet van regen houdt, houdt niet van het vaderland. De mestkever vraagt of ze ooit in de stal van de keizer zijn geweest. De kikkers begrijpen hem niet en gaat naar een potscherf. Er wonen oorwurmfamilies, ze houden van gezelligheid. Een van de zonen is verloofd, het is een geruststelling voor de moeder. Zo wordt hij van uitspattingen weerhouden. Alle moeders vinden hun kinderen het liefst, ze zijn nooit ondeugend. De mestkever vraagt waar de mesthoop is en de moeders antwoorden dat deze aan het andere eind van de wereld is, aan de overkant van de greppel. Ze hopen dat hun zonen nooit zo ver weg zullen gaan. Bij de greppel ontmoet de mestkever enkele leden van zijn familie, ze vragen of hij uit de mesthoop komt.
De mestkever zegt van veel hoger te komen, hij werd geboren met gouden hoefijzers in de stal van de keizer. Hij daalt af in de drek en zegt een geheime opdracht te hebben. Er zijn drie mestkevermeisjes en de moeder zegt dat ze nog niet verloofd zijn. Ze geeft haar zegen en de mestkever is verloofd. Na de verloving komt de bruiloft, de eerste dag verstrijkt en ze zijn erg tevreden. De tweede dag is minder goed en op de derde dag vertrekt de mestkever. Zijn gemalin is een onbestorven weduwe. De mestkever wordt door twee mensen gepakt, de jongen zegt dat Allah de zwarte mestkever in de zwarte steen in de zwarte rots ziet. Hij vertaalt de naam van de mestkever in het Latijn. De oudste geleerde wil het insect niet meenemen naar zijn huis en de mestkever is beledigt en vliegt weg. Hij komt in een broeikas en hij graaft zich in in de verse mest. Hij valt in slaap en droomt dat het paard van de keizer gevallen is. Meneer Mestkever krijgt zijn gouden hoefijzers en als hij wakker wordt ziet hij de pracht van de broeikas.
Hij wil iemand van zijn eigen slag zoeken, maar wordt gegrepen door het zoontje van de tuinman. Hij komt in de broekzak terecht en de jongen rent naar de grote vijver aan het eind van de tuin. De mestkever wordt in een gebroken klomp gezet en er wordt een houtje als mast gebruikt. De mestkever wordt met een wollen draad aan de mast bevestigd en de mestkever valt op zijn rug en spartelt met zijn benen. De jongen haalt steeds het bootje terug, tot hij geroepen wordt. De mestkever is bang, hij kan niet vliegen en is vastgebonden aan de mast. Een vlieg komt op bezoek, hij vindt het heerlijk weer. De vlieg zegt dat de mestkever het goed voor elkaar heeft en de mestkever zegt de wereld nu te kennen. 
Er komt een boot met jonge meisjes voorbij. Ze halen de klomp binnen en de wollen draad wordt doorgeknipt, zonder de mestkever pijn te doen. Ze zetten de mestkever in het gras, vrijheid is iets heerlijks en het meisje moedigt de mestkever aan te kruipen of te vliegen. De mestkever vliegt door het raam en kruipt in de manen van het lijfpaard van de keizer. Hij komt tot bezinning, hij zit als ruiter op het paard van de keizer. Het paard kreeg de gouden hoefijzers ter wille van hem. Hij zal afdalen naar de andere kevers om te vertellen wat men voor hem heeft gedaan. En hij zal vertellen dat hij blijft tot het paard zijn gouden hoefijzers heeft versleten.